# Marino Zanatta
Marino Zanatta (nacido el 08 de febrero de 1947 en Milán, Italia)  es un exjugador italiano de baloncesto. Con 1.98 de estatura, jugaba en la posición de alero.

## Equipos
- 1964-1965  Pall. Milano
- 1965-1966  Junior Casale
- 1966-1971  Pall. Milano
- 1971-1978  Pallacanestro Varese
- 1978-1980  Pall. Milano
- 1980-1981  Pallacanestro Varese
- 1981-1982  Pall. Vigevano

## Palmarés

### Competiciones nacionales
- LEGA: 4

Pallacanestro Varese: 1973, 1974, 1977, 1978
- Copa de Italia: 2

Pallacanestro Varese: 1971, 1973

### Competiciones internacionales
- Copa de Europa: 4

Pallacanestro Varese: 1972, 1973, 1975, 1976.
- Copa Intercontinental: 1

Pallacanestro Varese: 1973